# David Esdaile Walker
David Esdaile Walker (* 15. September 1907 in Darjeeling; † 24. Oktober 1968 in Malta) war ein britischer Journalist, Schriftsteller und im Nachrichtendienst tätig.

## Leben und Tätigkeit
David Esdaile Walker war der Einzelkind des Generalmajors Sir Ernest Walker. Er besuchte das römisch-katholisches Internat, Ampleforth College in Yorkshire; danach besuchte er Christ Church College, Oxford, bis er wegen einer schweren Krankheit (Tuberkulose) seine Studien in Oxford aufgeben musste.
Von 1936 bis 1952 war Walker Auslandskorrespondent für den Daily Mirror. Von 1939 bis 1941 war er zugleich Vertreter der Nachrichtenagentur Reuters für den Balkan. Zugleich wurde er vom britischen Auslandsgeheimdienst M.I.6 als Nachrichtenagent in der Schweiz, im Balkanraum und in Griechenland eingesetzt. In der Schweiz traf Walker 1940 mit dem abtrünnigen SD-Agenten Heinrich Pfeifer zusammen, er ihm umfangreiche Insider-Informationen über den Sicherheitsdienst der SS und die gestapo mitteilte. Walker stellte die Begegnung mit dem mysteriösen Agenten Pfeifer später in den Mittelpunkt eines Erinnerungsbuches, das er über seine Erlebnisse in der Schweiz im Jahr 1940 verfasste. In Anlehnung an den Umstand, dass die aufregende Begegnung mit dem vielwissenden Agenten den Mittelpunkt seiner Schilderungen in diesem Buch bildet, gab er dem Buch den an Spionageromane gemahnenden Titel Lunch with a Stranger gab, wobei Pfeifer (der in dem Buch „Schneider“ genannt wird) als der hinter dem titelgebenden Stranger figurierende Mann war.
Während der Jahre 1943 und 1944 war Walker geschäftsführende Korrespondent der Londoner Times und des Christian Science Monitor in Lissabon.
Von 1955 bis 1959 war Walker chief leader writer für die Tageszeitung, The News Chronicle.

## Familie
David Walker heiratete die Malerin Rosalys Amie Campbell ("Osu") in Lissabon im Jahre 1943.

## Schriften
- Eat, Drink and be Merry, 1933 (unter dem Pseudonym David Esdaile).
- Religion in the Reich, 1939    (unter dem Pseudonym Michael Power).
- The Greek Miracle, 1942.   (unter dem Pseudonym "Athenian",  beschrieben: "translated and with a forward by David Walker").
- Death at my Heels, 1942.
- Civilian Attack, 1943.
- We Went to Australia, 1949.
- I go where I am sent,  1952.
- Diamonds for Moscow, 1953    (Verfilmt als A Man could get killed im Jahre 1966)
- Adventure in Diamonds, 1955. (Verfilmt als Operation Amsterdam im Jahre 1959)
- The Rigoville Match, 1955.
- Lunch with a Stranger, 1957.
- The Fat Cat Pimpernel,  1958.
- Pimpernel and the Poodle, 1959.
- The Modern Smuggler, 1960.